# DFLスーパーカップ
DFLスーパーカップ（DFL-Supercup）は、ドイツにおけるサッカーのスーパーカップ戦。過去にはDFBスーパーカップとして行われていた。
2025年から大会名をフランツ・ベッケンバウアーを冠にした、フランツ・ベッケンバウアー・スーパーカップに変更した。

## 概要
ブンデスリーガの優勝クラブとDFBポカールの優勝クラブによって、シーズン開幕前の週末に行われる。同一クラブが2冠を達成した場合、そのクラブはブンデスリーガの2位クラブと対戦する。
2008年はUEFA EURO 2008の開催にともない、過密スケジュール回避のためにDFBリーガポカールが行われず、代わりにスーパーカップが行われた。しかしドイツサッカー連盟（DFB）非公式の大会であり、T-Home Supercupという名称であった。1996年より14年間の休止期間を経て、2010年からDFLスーパーカップとして公式に再開されている。
大会の最多優勝クラブはバイエルン・ミュンヘンである。

## 歴代優勝クラブ
- 太字のクラブが、DFLスーパーカップの優勝チーム

| 年度 | ブンデスリーガ優勝       | スコア           | DFBポカール優勝                    | 備考                                                              |
| ---- | ------------------------ | ---------------- | ---------------------------------- | ----------------------------------------------------------------- |
| 1976 | ボルシアMG               | 3 - 2            | ハンブルガーSV                     | ドイツサッカー連盟（DFB）非公式の大会                             |
| 1982 | ハンブルガーSV           | 1 - 1 (PK 2 - 4) | バイエルン・ミュンヘン             | ドイツサッカー連盟（DFB）非公式の大会                             |
| 1987 | バイエルン・ミュンヘン   | 2 - 1            | ハンブルガーSV                     |                                                                   |
| 1988 | ヴェルダー・ブレーメン   | 2 - 0            | アイントラハト・フランクフルト     |                                                                   |
| 1989 | バイエルン・ミュンヘン   | 3 - 4            | ボルシア・ドルトムント             |                                                                   |
| 1990 | バイエルン・ミュンヘン   | 3 - 1            | 1.FCカイザースラウテルン           |                                                                   |
| 1991 | 1.FCカイザースラウテルン | 3 - 1            | ヴェルダー・ブレーメン             |                                                                   |
| 1992 | VfBシュトゥットガルト    | 3 - 1            | ハノーファー96                     |                                                                   |
| 1993 | ヴェルダー・ブレーメン   | 2 - 2 (PK 7 - 6) | バイエル・レバークーゼン           |                                                                   |
| 1994 | バイエルン・ミュンヘン   | 1 - 3            | ヴェルダー・ブレーメン             |                                                                   |
| 1995 | ボルシア・ドルトムント   | 1 - 0            | ボルシア・メンヒェングラットバッハ |                                                                   |
| 1996 | ボルシア・ドルトムント   | 1 - 1 (PK 4 - 3) | 1.FCカイザースラウテルン           |                                                                   |
| 2008 | バイエルン・ミュンヘン   | 1 - 2            | ボルシア・ドルトムント             | ドイツサッカー連盟（DFB）非公式の大会                             |
| 2009 | VfLヴォルフスブルク      | 1 - 2            | ヴェルダー・ブレーメン             | ドイツサッカー連盟（DFB）非公式の大会                             |
| 2010 | バイエルン・ミュンヘン   | 2 - 0            | シャルケ04                         | バイエルン二冠のため、シャルケがリーグ2位として出場               |
| 2011 | ボルシア・ドルトムント   | 0 - 0 (PK 3 - 4) | シャルケ04                         |                                                                   |
| 2012 | ボルシア・ドルトムント   | 1 - 2            | バイエルン・ミュンヘン             | ドルトムント二冠のため、バイエルンがリーグ2位として出場           |
| 2013 | バイエルン・ミュンヘン   | 2 - 4            | ボルシア・ドルトムント             | バイエルン二冠のため、ドルトムントがリーグ2位として出場           |
| 2014 | バイエルン・ミュンヘン   | 0 - 2            | ボルシア・ドルトムント             | バイエルン二冠のため、ドルトムントがリーグ2位として出場           |
| 2015 | バイエルン・ミュンヘン   | 1 - 1 (PK 4 - 5) | VfLヴォルフスブルク                |                                                                   |
| 2016 | バイエルン・ミュンヘン   | 2 - 0            | ボルシア・ドルトムント             | バイエルン二冠のため、ドルトムントがリーグ2位として出場           |
| 2017 | バイエルン・ミュンヘン   | 2 - 2 (PK 5 - 4) | ボルシア・ドルトムント             |                                                                   |
| 2018 | バイエルン・ミュンヘン   | 5 - 0            | アイントラハト・フランクフルト     |                                                                   |
| 2019 | バイエルン・ミュンヘン   | 0 - 2            | ボルシア・ドルトムント             | バイエルン二冠のため、ドルトムントがリーグ2位として出場           |
| 2020 | バイエルン・ミュンヘン   | 3 - 2            | ボルシア・ドルトムント             | バイエルン二冠のため、ドルトムントがリーグ2位として出場           |
| 2021 | バイエルン・ミュンヘン   | 3 - 1            | ボルシア・ドルトムント             |                                                                   |
| 2022 | バイエルン・ミュンヘン   | 5 - 3            | RBライプツィヒ                     |                                                                   |
| 2023 | バイエルン・ミュンヘン   | 0 - 3            | RBライプツィヒ                     |                                                                   |
| 2024 | バイエル・レバークーゼン | 2 - 2 (PK 4 - 3) | VfBシュトゥットガルト              | レバークーゼン二冠のため、シュトゥットガルトがリーグ2位として出場 |
| 2025 | バイエルン・ミュンヘン   | 2 - 1            | VfBシュトゥットガルト              | 大会名をフランツ・ベッケンバウアー・スーパーカップに変更          |

## クラブ別優勝回数

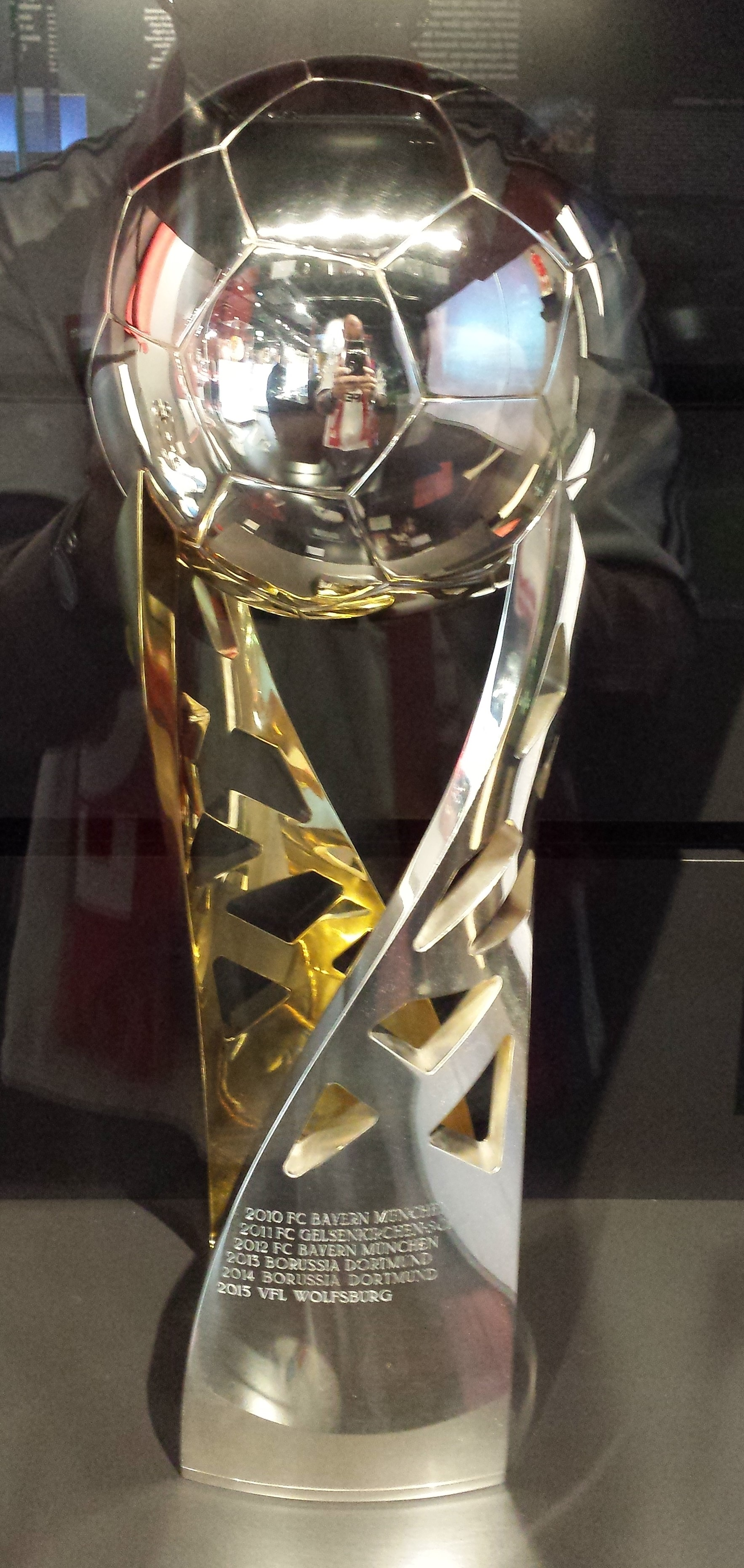
フランツ・ベッケンバウアー・スーパーカップのトロフィー

| クラブ名                           | 優勝 | 準優勝 | 優勝年                                                           | 準優勝年                                 |
| ---------------------------------- | ---- | ------ | ---------------------------------------------------------------- | ---------------------------------------- |
| バイエルン・ミュンヘン             | 11   | 7      | 1987, 1990, 2010, 2012, 2016, 2017, 2018, 2020, 2021, 2022, 2025 | 1989, 1994, 2013, 2014, 2015, 2019, 2023 |
| ボルシア・ドルトムント             | 6    | 6      | 1989, 1995, 1996, 2013, 2014, 2019                               | 2011, 2012, 2016, 2017, 2020, 2021       |
| ヴェルダー・ブレーメン             | 3    | 1      | 1988, 1993, 1994,                                                | 1991                                     |
| 1.FCカイザースラウテルン           | 1    | 2      | 1991                                                             | 1990, 1996                               |
| VfBシュトゥットガルト              | 1    | 2      | 1992                                                             | 2024, 2025                               |
| シャルケ04                         | 1    | 1      | 2011                                                             | 2010                                     |
| RBライプツィヒ                     | 1    | 1      | 2023                                                             | 2022                                     |
| バイエル・レバークーゼン           | 1    | 1      | 2024                                                             | 1993                                     |
| VfLヴォルフスブルク                | 1    | -      | 2015                                                             | -                                        |
| アイントラハト・フランクフルト     | -    | 2      | -                                                                | 1988, 2018                               |
| ハンブルガーSV                     | -    | 1      | -                                                                | 1987                                     |
| ハノーファー96                     | -    | 1      | -                                                                | 1992                                     |
| ボルシア・メンヒェングラートバッハ | -    | 1      | -                                                                | 1995                                     |